# Rice Lake (Minnesota)
Rice Lake é uma Região censo-designada localizada no estado americano de Minnesota, no Condado de Clearwater.

## Demografia
Segundo o censo americano de 2000, a sua população era de 226 habitantes.

## Geografia
De acordo com o United States Census Bureau tem uma área de
20,4 km², dos quais 19,9 km² cobertos por terra e 0,5 km² cobertos por água.

## Localidades na vizinhança
O diagrama seguinte representa as localidades num raio de 28 km ao redor de Rice Lake.